# Виїмка (зупинний пункт)
Ви́їмка — пасажирський залізничний зупинний пункт Лиманської дирекції Донецької залізниці.
Розташований за кількасот метрів від селища Виїмка, Бахмутський район, Донецької області на лінії Родакове — Сіверськ між станціями Ниркове (16 км) та Сіверськ (10 км).
Не зважаючи на війну на Луганщині, транспортне сполучення не припинене, щодоби дві пари приміських поїздів здійснюють перевезення за маршрутом Сіверськ — Попасна, проте Донецька залізниця час проходження вказує лише по станціях. На платформах є зупинки, але час не зафіксовано.